# John G. Roberts, Jr.
- Acest articol se referă la John Glover Roberts, Jr., cel de-al șaptesprezecelea Șef al Curții Supreme de Justiție a SUA. Pentru oricare alte persoane purtând numele de familie Roberts, a se vedea Roberts (dezambiguizare).

John Glover Roberts, Jr. (n. 27 ianuarie 1955, Buffalo, New York, SUA) este cel de-al șaptesprezecelea și actualul Judecător șef al Curții Supreme de Justiție a Statelor Unite ale Americii
John Roberts a fost confirmat de către Senatul Statelor Unite ale Americii cu un confortabil „scor” de 78 - 22 în ziua de joi, 29 septembrie, 2005. În aceeași zi, imediat după confirmare, a prestat jurământul de credință în fața decanului de vârstă al Curții Supreme de Justiție a Statelor Unite ale Americii, judecătorul John Paul Stevens, membru al Curții Supreme din anul 1975. Ca atare, luni, 3 octombrie, 2005, John Roberts a putut fi prezent la datorie, în noua sa calitate, pentru o nouă sesiune a Curții Supreme.

## Scurtă prezentare profesională
John Roberts a fost, anterior alegerii sale în prezenta funcție, judecător al Curții de Apel în Jurisdicția Circuitului D.C., a practicat ca avocat timp de 14 ani, a deținut poziții în Partidul Republican al S.U.A., în administrație, în Departamentul de Justiție al S.U.A. și, respectiv, în Consiliul Casei Albe (în engleză White House Counsel). 

## Date biografice, studii
Roberts s-a născut în Buffalo, New York, în 27 ianuarie, 1955, ca fiu al lui John G. Roberts și Rosemary Podrasky. Tatăl său a fost unul dintre conducătorii executivi ai companiei Bethlehem Steel. Când John a fost în clasa a doua, familia s-a mutat în localitatea Long Beach, Indiana. Acolo, a crescut împreună cu cele trei surori ale sale, Kathy, Peggy și Barb, într-o comunitate romano-catolică influentă. 
Roberts a terminat liceul La Lumiere School, o școală catolică din LaPorte, Indiana, primul din clasa sa, în 1973. În timpul studiilor sale liceale, a fost cunoscut pentru pasiunea sa cu care a studiat în general, dar și datorită studierii latinei timp de șase ani. De asemenea, a fost căpitan al echipei de fotbal american, a practicat luptele, a fost membru al corului și al echipei de teatru, a co-editat ziarul școlii, a servit în comitete sportive și executive ale conducerii elevilor. 
După terminarea studiilor liceale a intrat la Universitatea Harvard. În timpul verilor cât a fost student, Roberts a lucrat ca sezonier în industria siderurgică pentru a ajuta la plata studiilor sale universitare. Unul din eseurile sale, "Marxism și bolșevism: teorie și practică" (în engleză, Marxism and Bolshevism: Theory and Practice) a primit premiul William Scott Ferguson. A terminat în 1976, obținând o diplomă de bachelor cu mențiunea specială Summa cum laude. A continuat studiile sale la Școala de Drept Harvard (în engleză, Harvard Law School), unde a fost editorul managerial al revistei profesionale Harvard Law Review. A absolvit cursurile în 1979 cu mențiunea specială Magna cum laude. 

## Afiliații profesionale
Roberts este membru al următoarelor instituții profesionale: 
- American Academy of Appellate Lawyers,
- American Law Institute,
- Edward Coke Appellate American Inn of Court și
- National Legal Center for the Public Interest.

Este membru activ al Federal Appellate Rules Advisory Committee. Deși contestă că ar fi membru al Societății Federaliste (în engleză Federalist Society), Roberts este prezentat ca leader al acesteia în anul 1997 - 1998.

## Familie
Roberts este căsătorit cu Jane (Sullivan) Roberts[nefuncțională]
, avocată și fostă consilieră legală a organizației Feminists for Life. Locuiesc în Washington, DC, în suburbia Bethesda, Maryland. Sunt membri ai parohiei locale romano-catolice, congregație ce este condusă de cunoscutul monsignor conservativ Peter Vaghi. Familia Roberts a adoptat doi copii în 2000: Josephine ("Josie") și Jack Roberts. Josie și Jack sunt elevi ai unei școli catolice particulare ce este o parte a organizației Opus Dei. 

## Curtea de Apel a S.U.A.
U.S. Court of Appeals

## Curtea Supremă de Justiție a S.U.A.

### Nominalizare și confirmare
În ziua de 19 iulie, 2005, judecătorul John G. Roberts a fost nominalizat de către președintele american George W. Bush ca succesor al judecătoarei asociate a Curții Supreme de Justiție a Statelor Unite ale Americii, Sandra Day O'Conner, care se retrăsese anterior din viața profesională.